# El Tornall
El Tornall és un indret i partida del municipi de Castell de Mur, dins de l'antic terme de Mur, al Pallars Jussà, en territori del poble de Collmorter.
És al nord de Collmorter i al nord-est del castell de Mur i de la col·legiata de Santa Maria de Mur, al nord de Cal Soldat. És al nord-est del Tros de Gassó i al sud i al damunt de l'Obac del Castell. Des del Tornall davalla cap al nord-est el Barranc de les Calcilles.